# King Kong (phim 2005)
King Kong là một bộ phim kinh dị khoa học viễn tưởng năm 2005 của Mỹ do đạo diễn kiêm biên kịch và nhà sản xuất  Peter Jackson  thực hiện làm lại từ bộ phim gốc cùng tên năm 1933,kịch bản gốc dựa trên ý tưởng của Merian C. Cooper và Edgar Wallace.
King Kong có sự tham gia của Naomi Watts, Jack Black và Adrien Brody vào ba vai chính trong phim.Đồng thời trong các cảnh quay hành động kỹ xảo, Andy Serkis vào vai khỉ đột khổng lồ Kong.
Chi phí sản xuất bộ phim đã phát sinh thêm rất nhiều đến mức kỷ lục là 207 triệu đôla so với dự tính ban đầu là 150 triệu đôla. Ra mắt vào ngày 14 tháng 12 năm 2005,bộ phim đạt doanh thu phòng vé mở màn là 50,1 triệu đôla.Sau đó, doanh thu phòng vé nội địa và toàn cầu của King Kong đạt mức 550,5 triệu đôla, trở thành bộ phim có doanh thu phòng vé cao thứ tư trong lịch sử hãng Universal Pictures. Đồng thời bộ phim cũng đã thu về 100 triệu đôla tiền bán đĩa DVD. Dù bị phê bình về việc thời lượng phim quá dài (3 tiếng 7 phút),bộ phim vẫn nhận được nhiều đánh giá tích cực và đứng trong "top ten" của nhiều bảng xếp hạng năm 2005. Bộ phim được đề cử bốn giải Oscar và thắng ba trong số đó là Biên tập âm thanh xuất sắc nhất, Hòa âm hay nhất và Hiệu ứng hình ảnh xuất sắc nhất.

## Nội dung
Tại một hòn đảo rộng lớn nằm đâu đó trên biển Ấn Độ Dương, được gọi là Đảo Đầu Lâu, có rất nhiều sinh vật lạ sinh sống nhưng đặc trưng nhất là con khỉ đột khổng lồ tên Kong được thổ dân bản xứ tôn thờ như là một quái vật ăn thịt linh thiêng. Hòn đảo này trước đây không ai dám đặt chân đến, nhưng một hôm có đoàn phim của ông đạo diễn Carl Denham đến đây quay phim vì họ biết nơi đây có nhiều sinh vật lạ, rất thích hợp cho những cảnh ngoạn mục trong phim.
Cô diễn viên Ann Darrow xinh đẹp trong đoàn phim bỗng bị bộ tộc bản xứ bắt và tế sống cho Kong, thế là tất cả mọi người trong đoàn phim cũng như những thủy thủ phải trang bị vũ khí để đi cứu Ann. Suốt thời gian đó, họ phải đối mặt với nhiều chuyện kinh hoàng như là côn trùng to lớn, khủng long... và hậu quả là 17 người mất mạng. Còn về phần Kong, khi nó đưa Ann về hang thì nó không ăn thịt cô mà rất yêu mến cô, nó xem cô như người tình nhỏ bé của mình. Kong còn dám giết chết ba con khủng long Tyrannosauridae (một giống nòi của T-rex) để bảo vệ Ann.
Tối hôm đó, Jack Driscoll - người yêu của Ann đã đến cứu cô chạy trốn khỏi Kong trong lúc nó đang ngủ, khi tỉnh dậy thì nó giận dữ vô cùng rồi đuổi theo cả hai, nhưng không may Carl và nhiều thủy thủ khác đã bẫy nó và đem nó về Mỹ. Về đến New York, Carl cho hàng ngàn khán giả của mình thưởng lãm Kong và ông gọi nó là "kỳ quan thứ tám của thế giới". Sau đó Kong cố gắng thoát ra khỏi xiềng xích, nó phá tan nhà hát rồi chạy khắp nơi trong thành phố tìm Ann, nó gây ra một cảnh huyên náo chưa từng thấy khiến người dân phải khiếp sợ.
Ann nghe tin Kong thoát ra liền chạy đến với nó, cô và Kong đang chơi đùa vui vẻ với nhau thì lính chính phủ xuất hiện, họ dùng súng máy và đại bác tiêu diệt Kong nhưng nó vẫn tránh được. Kong đưa Ann lên tận đỉnh của tòa nhà Empire State nhằm mục đích an toàn, một lát sau có 6 chiếc máy bay tiêm kích cơ của quân đội bay đến bắn đạn như mưa vào Kong mặc dù Ann hết sức gào hét ngăn cản. Kong ráng lắm mới phá được 3 chiếc máy bay. Do trúng quá nhiều đạn, Kong đành nhìn người đẹp Ann lần cuối rồi rơi xuống đất chết, Jack tìm thấy Ann và đưa cô về. Bộ phim kết thúc với cảnh Carl nhìn xác Kong rồi nói với mọi người xung quanh rằng: "Không phải do máy bay đâu, mà chính người đẹp đã giết chết quái thú".

## Diễn viên
- Naomi Watts vai Ann Darrow
- Adrien Brody vai Jack Driscoll
- Jack Black vai Carl Denham
- Thomas Kretschmann vai Englehorn
- Colin Hanks vai Preston
- Jamie Bell vai Jimmy
- Andy Serkis vai Lumpy / King Kong
- Evan Parke vai Ben Hayes
- Kyle Chandler vai Bruce Baxter
- John Sumner vai Herb
- Lobo Chan vai Choy
- Craig Hall vai Mike
- William Johnson vai Manny
- Mark Hadlow vai Harry